# 2016年リオデジャネイロオリンピックのバレーボール競技・男子出場国決定プロセス
2016年リオデジャネイロオリンピックのバレーボール競技・男子出場国決定プロセス（2016ねんリオデジャネイロオリンピックのバレーボールきょうぎ・だんししゅつじょうこくけっていプロセス）では、同競技の出場国・地域の決定プロセスについて記述する。
出場チームは12か国・地域で、開催国、2015年ワールドカップの優勝・準優勝チーム、5大陸の大陸予選優勝チーム及び世界最終予選から4チームが選出される。

## 出場決定国・地域一覧
2016年6月4日現在の出場決定国は次の通り。
| 選考大会             | 日付                   | 予選開催地     | 枠 | 出場チーム     |
| -------------------- | ---------------------- | -------------- | -- | -------------- |
| オリンピック開催国   | 2009年10月2日          | コペンハーゲン | 1  | ブラジル       |
| 2015年ワールドカップ | 2015年9月8日 - 9月23日 | 日本           | 2  | アメリカ合衆国 |
| 2015年ワールドカップ | 2015年9月8日 - 9月23日 | 日本           | 2  | イタリア       |
| 南アメリカ予選       | 2015年10月9日 - 11日   | マイクティア   | 1  | アルゼンチン   |
| ヨーロッパ予選       | 2016年1月5日 - 10日    | ベルリン       | 1  | ロシア         |
| アフリカ予選         | 2016年1月7日 - 12日    | ブラザヴィル   | 1  | エジプト       |
| 北アメリカ予選       | 2016年1月8日 - 10日    | エドモントン   | 1  | キューバ       |
| アジア予選           | 2016年5月28日 - 6月5日 | 東京           | 1  | イラン         |
| 世界最終予選(1)      | 2016年5月28日 - 6月5日 | 東京           | 3  | ポーランド     |
| 世界最終予選(1)      | 2016年5月28日 - 6月5日 | 東京           | 3  | フランス       |
| 世界最終予選(1)      | 2016年5月28日 - 6月5日 | 東京           | 3  | カナダ         |
| 世界最終予選(2)      | 2016年6月4日 - 6日     | メキシコシティ | 1  | メキシコ       |
| 合 計                | 合 計                  | 合 計          | 12 |                |

## 本記事における凡例
|  | オリンピック出場が決定                  |
|  | 世界最終予選(1)兼アジア予選に出場が決定 |
|  | 世界最終予選(2)に出場が決定             |

## 順位決定方式
リーグ戦方式をとる大会では、北米予選を除き、次の比較により順位を決定する。
1. 勝利数
2. 勝ち点（「3-2-1」方式による）
3. セット率
4. 得点率
5. ここまで同率であった場合は、直接対決の勝敗

北米予選では、次の順位決定方法が採られた。
1. 勝利数
2. 勝ち点（以下の表のとおり）
3. セット率
4. 得点率
5. ここまで同率であった場合は、直接対決の勝敗

| セット | 勝利 | 敗戦 |
| ------ | ---- | ---- |
| 3-0    | 5    | 0    |
| 3-1    | 4    | 1    |
| 3-2    | 3    | 2    |

## 開催国
国際バレーボール連盟はオリンピック開催国として、出場枠を設けている。
- ブラジル

## 2015年ワールドカップ
2015年ワールドカップ優勝チーム及び準優勝チームがオリンピックに出場する。
- 開催地:日本各地
- 大会開催日:2015年9月8日 - 9月23日

| 順位 | チーム         |
| ---- | -------------- |
| 1    | アメリカ合衆国 |
| 2    | イタリア       |
| 3    | ポーランド     |
| 4    | ロシア         |
| 5    | アルゼンチン   |
| 6    | 日本           |
| 7    | カナダ         |
| 8    | イラン         |
| 9    | オーストラリア |
| 10   | エジプト       |
| 11   | ベネズエラ     |
| 12   | チュニジア     |

## 大陸予選

### アフリカ
アフリカ予選優勝チームはオリンピック出場が決定。2位及び3位チームは世界最終予選(2)の出場権を得る。
- 開催地: ブラザヴィル
- 大会開催日:2016年1月7日 - 1月12日

| 順位 | チーム           |
| ---- | ---------------- |
| 1    | エジプト         |
| 2    | チュニジア       |
| 3    | アルジェリア     |
| 4    | カメルーン       |
| 5    | コンゴ共和国     |
| 6    | コンゴ民主共和国 |
| 7    | ナイジェリア     |

### アジア
アジア予選は世界最終予選(1)に組み込まれて実施される。開催国（日本）と2016年1月現在世界ランキング上位3か国が出場し、世界最終予選(1)でアジア最高順位となったチームがアジア代表となる。

### ヨーロッパ
ヨーロッパ予選優勝チームはオリンピック出場が決定。2位及び3位チームは世界最終予選(1)の出場権を得る。
- 開催地: ベルリン
- 大会開催日:2016年1月5日 - 1月10日

| 順位 | チーム       |
| ---- | ------------ |
| 1    | ロシア       |
| 2    | フランス     |
| 3    | ポーランド   |
| 4    | ドイツ       |
| 5    | セルビア     |
| 6    | ブルガリア   |
| 7    | ベルギー     |
| 8    | フィンランド |

### 北アメリカ
北アメリカ予選優勝チームはオリンピック出場が決定。2位チームは世界最終予選(1)の出場権を得、3位チームは世界最終予選(2)の出場権を得る。
- 開催地: エドモントン
- 大会開催日:2016年1月8日 - 1月10日

| 順位 | チーム       |
| ---- | ------------ |
| 1    | キューバ     |
| 2    | カナダ       |
| 3    | メキシコ     |
| 4    | プエルトリコ |

### 南アメリカ
南アメリカ予選優勝チームはオリンピック出場が決定。2位チームは世界最終予選(1)の出場権を得、3位チームは世界最終予選(2)の出場権を得る。
- 開催地: マイクティア
- 大会開催日:2015年10月9日 - 10月11日

| 順位 | チーム       |
| ---- | ------------ |
| 1    | アルゼンチン |
| 2    | ベネズエラ   |
| 3    | チリ         |
| 4    | コロンビア   |

## 世界最終予選(1)
世界最終予選(1)はアジア予選を兼ねて実施される。アジア予選参加チームは開催国（日本）と世界ランキング上位3チームの計4チームが参加し、他に世界各地から4チームの計8チームが出場する。アジア参加チームの最上位がアジア代表となり、これを除く上位3チームがオリンピック出場権を得る。
- 開催地: 東京
- 大会開催日:2016年5月28日 - 6月5日

| 出場理由                     | チーム         |
| ---------------------------- | -------------- |
| 開催国                       | 日本           |
| アジアの世界ランキング上位国 | イラン         |
| アジアの世界ランキング上位国 | オーストラリア |
| アジアの世界ランキング上位国 | 中華人民共和国 |
| ヨーロッパ予選（2位・3位）   | フランス       |
| ヨーロッパ予選（2位・3位）   | ポーランド     |
| 北アメリカ予選（2位）        | カナダ         |
| 南アメリカ予選（2位）        | ベネズエラ     |

結果
| 順位 | チーム         | 備考       |
| ---- | -------------- | ---------- |
| 1    | ポーランド     |            |
| 2    | イラン         | アジア代表 |
| 3    | フランス       |            |
| 4    | カナダ         |            |
| 5    | オーストラリア |            |
| 6    | 中華人民共和国 |            |
| 7    | 日本           |            |
| 8    | ベネズエラ     |            |

## 世界最終予選(2)
本オリンピック予選から新設された出場枠で、アフリカ予選2位・3位チーム、北アメリカ予選3位チーム及び南アメリカ予選3位チームが出場する。最上位となったチームがオリンピック出場最後の1枠となる。
- 開催地: メキシコシティ ヒムナシオ・オリンピコ・フアン・デ・ラ・バレラ
- 大会開催日:2016年6月4日 - 6月6日
- 試合時間は中部夏時間。[5]

| 出場理由                 | チーム       |
| ------------------------ | ------------ |
| アフリカ予選（2位・3位） | チュニジア   |
| アフリカ予選（2位・3位） | アルジェリア |
| 北アメリカ予選（3位）    | メキシコ     |
| 南アメリカ予選（3位）    | チリ         |

結果
| 順位 | チーム       |
| ---- | ------------ |
| 1    | メキシコ     |
| 2    | チリ         |
| 3    | チュニジア   |
| 4    | アルジェリア |